# Dan Henry
Dan Henry, também conhecida como Dan Henry Watches é uma pequena empresa norte-americana de relógios vintage. Foi criada em 2016 pelo colecionador Dan Henry.

## História
Conhecido como um dos grandes colecionadores a nível mundial, Dan Henry decidiu criar uma marca que tivesse como base modelos clássicos, fazendo relógios ao estilo dos anos 60 e 70.
Em 20 de Setembro de 2016, Dan Henry lançou seus primeiros 04 modelos de estreia:
- 1947 Dress Watch
- 1963 Pilot Chronograph
- 1968 Dragster Chrono
- 1970 Automatic Diver Watch

## Modelos de Relógios
Lista de modelos de relógios lançados por Dan Henry:
- 1900 Ladies Watch
- 1937 Dress Cronograph
- 1939 Military Chronograph
- 1945 WWII Chronograph
- 1947 Dress Watch
- 1962 Racing Chronograph
- 1963 Pilot Chronograph
- 1964 Gran Turismo Chronograph
- 1968 Dragster Chrono
- 1970 Automatic Diver Watch
- 1972 Maverick Watch
- 1975 Skin Diver Watch